# Премия имени А. Н. Несмеянова
Премия имени А. Н. Несмеянова — премия, присуждаемая с 1991 года Российской академией наук за выдающиеся работы в области химии элементоорганических соединений.

Премия названа в честь советского химика-органика, организатора советской науки А. Н. Несмеянова.

## Список награждённых
- 1991 — Ирина Петровна Белецкая — За серию работ «Каталитические реакции металлоорганических соединений в тонком органическом синтезе»
- 1991 — Николай Александрович Бумагин — За серию работ «Каталитические реакции металлоорганических соединений в тонком органическом синтезе»
- 1995 — Эмилия Георгиевна Перевалова — За цикл работ «Элементоорганические производные металлоценов»
- 1997 — Татьяна Алексеевна Мастрюкова — За цикл работ «Тиосоединения трех- и четырехкоординированного фосфора. Прототропная и кольчато-цепная анионотропная таутомерия. Двойственная реакционная способность»
- 1997 — Мартин Израилевич Кабачник — За цикл работ «Тиосоединения трех- и четырехкоординированного фосфора. Прототропная и кольчато-цепная анионотропная таутомерия. Двойственная реакционная способность»
- 1999 — Генрих Александрович Толстиков — За работу «Алюминийорганический синтез»
- 1999 — Александр Васильевич Кучин — За работу «Алюминийорганический синтез»
- 1999 — Гумер Юсупович Ишмуратов — За работу «Алюминийорганический синтез»
- 2003 — Евгений Андреевич Чернышев — За работу «Теоретические и прикладные аспекты физико-химических и газофазных превращений органических производных элементов 14 группы»
- 2003 — Михаил Григорьевич Воронков — За работу «Теоретические и прикладные аспекты физико-химических и газофазных превращений органических производных элементов 14 группы»
- 2003 — Алексей Николаевич Егорочкин — За работу «Теоретические и прикладные аспекты физико-химических и газофазных превращений органических производных элементов 14 группы»
- 2006 — Юрий Николаевич Бубнов — За цикл работ «Аллилбораны. Принципы реагирования и применение в органическом синтезе»
- 2006 — Михаил Евгеньевич Гурский — За цикл работ «Аллилбораны. Принципы реагирования и применение в органическом синтезе»
- 2009 — Владимир Исаакович Минкин — За работу «Синтез, строение и реакционная способность ароматических и гетероциклических соединений теллура»
- 2009 — Игорь Джафарович Садеков — За работу «Синтез, строение и реакционная способность ароматических и гетероциклических соединений теллура»
- 2012 — Борис Александрович Трофимов — За работу «Новый общий метод образования Р-С связи с использованием элементного фосфора и суперосновных сред: бесхлорный однореакторный синтез фосфорорганических соединений»
- 2012 — Нина Кузьминична Гусарова — За работу «Новый общий метод образования Р-С связи с использованием элементного фосфора и суперосновных сред: бесхлорный однореакторный синтез фосфорорганических соединений»
- 2012 — Светлана Филипповна Малышева — За работу «Новый общий метод образования Р-С связи с использованием элементного фосфора и суперосновных сред: бесхлорный однореакторный синтез фосфорорганических соединений»
- 2015 — Олег Герольдович Синяшин — За серию работ: «Новое поколение фосфор, азот-содержащих макроциклов. Синтез, строение, свойства»
- 2015 — Андрей Анатольевич Карасик — За серию работ: «Новое поколение фосфор, азот-содержащих макроциклов. Синтез, строение, свойства»
- 2018 — Михаил Николаевич Бочкарев — За цикл работ по химии органических соединений редкоземельных элементов и их применению в оптоэлектронике
- 2021 — Усеин Меметович Джемилев — 	За работу «Новые металлоорганические реакции, изменившие стратегию органического синтеза»
- 2021 — Владимир Анатольевич Дьяконов — 	За работу «Новые металлоорганические реакции, изменившие стратегию органического синтеза»
- 2021 — Ильфир Рифович Рамазанов — 	За работу «Новые металлоорганические реакции, изменившие стратегию органического синтеза»
- 2024 — Вадим Юрьевич Кукушкин — За цикл работ «Элементоорганическая химия стабильных карбенов»